# Ampelopsis denudata
Ampelopsis denudata är en vinväxtart som beskrevs av Jules Émile Planchon. Ampelopsis denudata ingår i släktet Ampelopsis och familjen vinväxter. Inga underarter finns listade i Catalogue of Life.